# Bulbinella chartacea
Bulbinella chartacea är en grästrädsväxtart som beskrevs av Pauline Lesley Perry. Bulbinella chartacea ingår i släktet Bulbinella och familjen grästrädsväxter. Inga underarter finns listade i Catalogue of Life.